# 习近平用典
《习近平用典》是一本有關講述中共中央總書記習近平講話時所用典故的書籍，共约26万字。該书列出习近平数百篇讲话和文章中提到的典故135则，分敬民、为政、修身、任贤、天下、法治等13个篇章。每则典故都有解读。該書由人民日报社社长杨振武主持编写，人民日报社副总编辑卢新宁撰写解读文字。该书分平装和精装两种版本，於2021年2月由人民日报出版社出版。2021年8月26日，《习近平用典》西班牙语版發佈。